# セントフラスキン
セントフラスキン (St. Frusquin) とは、19世紀末に活躍したイギリスの競走馬、種牡馬である。
父セントサイモン (St. Simon) は前年までにリーディングサイアーを6回獲得し、産駒のクラシック獲得数が9に達する大種牡馬であったが、この世代以前の活躍馬は極端に牝馬に偏っており、クラシックを勝った馬は全て牝馬であった。セントフラスキンが牡馬としては初めてのクラシックホースである。
おもな勝ち鞍に2000ギニー、エクリプスステークス、ミドルパークステークスなど。同父で同世代のパーシモン (Persimmon) とはライバル関係にあった。ミドルパークステークス、プリンセスオブウェールズステークスでパーシモンを下している一方、ダービーでは僅差の2着に敗れている。
エクリプスステークスを勝ったあとはセントレジャーを目指したが、故障で引退。生涯成績は11戦9勝。セントサイモン産駒3番目に稼いだ馬であり、獲得賞金は32,960UKポンドに達した。
引退後は種牡馬となり、ロスチャイルド家のもとで供用された。産駒に二冠馬セントアマン (St. Amant) などの活躍馬が出て、セントサイモンの後継種牡馬の一頭としての地位を確立した。1903, 1907年にはイギリス・アイルランドの首位種牡馬となった。
父系子孫はすでにサラブレッドとしては滅んでいるが、セイントジャスト (Saint Just) の孫オレンジピール (Orange Peel) の子孫が馬術競技分野で繁栄している。

## 競走成績
- 1895年（2歳時）6戦5勝2着1回
  - 1着 - ミドルパークステークス、デュハーストステークス
- 1896年（3歳時）5戦4勝2着1回
  - 1着 - エクリプスステークス、2000ギニー、プリンセスオブウェールズステークス、2着 - ダービー

## 主要産駒
- セントアマン St. Amant 2000ギニー、ダービー
- ローズドロップ（英語版） Rosedrop オークス、ゲインズバラの母
- ミルスカ（英語版） Mirska オークス
- フレア（英語版） Flair 1000ギニー
- ロドーラ（英語版） Rhodora 1000ギニー
- クインテセンス（英語版） Quintessence 1000ギニー
- Sanskrit ハンガリーセントレジャー
- セントウォルフ Saint Wolf アルゼンチン首位種牡馬
- グリーンバック Greenback ダービー2着
- フラストレート Frustrate 日本に輸入され、小岩井農場の基礎輸入牝馬の一系統として現在まで繁栄している。

## 血統表
| St. Frusquinの血統     | St. Frusquinの血統              | St. Frusquinの血統              | （血統表の出典）                | （血統表の出典）    |
| 父系                   | セントサイモン系                | セントサイモン系                | セントサイモン系                | [ § 2 ]             |
| 父 St. Simon 1881 鹿毛 | 父の父Galopin 1872 鹿毛         | Vedette                         | Voltigeur                       | Voltigeur           |
| 父 St. Simon 1881 鹿毛 | 父の父Galopin 1872 鹿毛         | Vedette                         | Mrs. Ridgway                    |                     |
| 父 St. Simon 1881 鹿毛 | 父の父Galopin 1872 鹿毛         | Flying Duchess                  | The Flying Dutchman             | The Flying Dutchman |
| 父 St. Simon 1881 鹿毛 | 父の父Galopin 1872 鹿毛         | Flying Duchess                  | Merope                          |                     |
| 父 St. Simon 1881 鹿毛 | 父の母St. Angela 1865 鹿毛      | King Tom                        | Harkaway                        | Harkaway            |
| 父 St. Simon 1881 鹿毛 | 父の母St. Angela 1865 鹿毛      | King Tom                        | Pocahontas                      |                     |
| 父 St. Simon 1881 鹿毛 | 父の母St. Angela 1865 鹿毛      | Adeline                         | Ion                             | Ion                 |
| 父 St. Simon 1881 鹿毛 | 父の母St. Angela 1865 鹿毛      | Adeline                         | Little Fairy                    |                     |
| 母 Isabel 1879 栗毛    | 母の父Plebeian 1872 鹿毛        | Joskin                          | West Australian                 | West Australian     |
| 母 Isabel 1879 栗毛    | 母の父Plebeian 1872 鹿毛        | Joskin                          | Peasant Girl                    |                     |
| 母 Isabel 1879 栗毛    | 母の父Plebeian 1872 鹿毛        | Queen Elizabeth                 | Autocrat                        | Autocrat            |
| 母 Isabel 1879 栗毛    | 母の父Plebeian 1872 鹿毛        | Queen Elizabeth                 | Bay Rosalind                    |                     |
| 母 Isabel 1879 栗毛    | 母の母Parma 1864 青毛           | Parmesan                        | Sweetmeat                       | Sweetmeat           |
| 母 Isabel 1879 栗毛    | 母の母Parma 1864 青毛           | Parmesan                        | Gruyere                         |                     |
| 母 Isabel 1879 栗毛    | 母の母Parma 1864 青毛           | Archeress                       | Longbow                         | Longbow             |
| 母 Isabel 1879 栗毛    | 母の母Parma 1864 青毛           | Archeress                       | Tingle                          |                     |
| 母系(F-No.)            | (FN:22-b)                       | (FN:22-b)                       | (FN:22-b)                       | [ § 3 ]             |
| 5代内の近親交配        | Voltaire 5×5、Bay Middleton 5×5 | Voltaire 5×5、Bay Middleton 5×5 | Voltaire 5×5、Bay Middleton 5×5 | [ § 4 ]             |
| 出典                   | 1. 2. 3. 4.                     | 1. 2. 3. 4.                     | 1. 2. 3. 4.                     | 1. 2. 3. 4.         |